# پدرو کاتریانو
پدرو الوارو کاتریانو بلیدو (به اسپانیایی: Pedro Cateriano Bellido) زاده ۲۶ ژوئن ۱۹۵۸ حقوقدان و سیاستمدار پروئی و نخست وزیر پرو از ۲ آوریل ۲۰۱۵ تا ۲۸ ژوئیه ۲۰۱۶ بود.او همچنین وزیر دفاع پرو از ژوئیه ۲۰۱۲ تا آوریل ۲۰۱۵ بود.